# V2 – Jäätynyt enkeli
V2 – Jäätynyt enkeli è un film del 2007 diretto da Aleksi Mäkelä e basato sul romanzo Jäätynyt enkeli dello scrittore finlandese Reijo Mäki.
Il film è il sequel del film Vares – yksityisetsivä.

## Colonna sonora
Ha una colonna sonora composta da soli artisti del panorama heavy metal, ed è forse uno dei pochi – se non l'unico – ad avere una simile peculiarità: spicca su tutte la presenza di Timo Kotipelto, cantante degli Stratovarius, che ha composto il brano Sleep Well per questo film, dove tra l'altro nel videoclip della canzone stessa appaiono delle scene di questo film.
1. Norther: Frozen Angel
2. Kotiteollisuus: Pullon henki
3. Tarot: Ashes to the Stars
4. Blake: Black and Cold
5. Thunderstone: 10.000 Ways
6. Amorphis: House of Sleep
7. Turmion Kätilöt: Pirun nyrkki
8. Charon: Ride on Tears
9. Kiuas: Bleeding Strings
10. Private Line: Sound Advice
11. Timo Rautiainen: Hiljaisen talven lapsi
12. Mana Mana: Liisa
13. Vendetta: Search in the Darkness
14. The Scourger: Maximum Intensity
15. Kotipelto: Sleep Well

## Distribuzione
Il film è uscito solo in Finlandia e non è stato doppiato in nessun'altra lingua. Tramite circuiti p2p e servizi di file sharing, sono disponibili versioni del film sottotitolate in più lingue, tra cui l'inglese.

## Accoglienza
Il film ha riscosso un notevole successo in patria, molto più del precedente film.

## Riconoscimenti
- 2005 - Jussi Awards
  - Miglior attore protagonista (Kimmo Taavila)
  - Miglior regista (Aleksi Mäkelä)
  - Miglior attore non-protagonista (Samuli Edelmann)